# بالا (فیلم ۲۰۱۹)
بالا (به هندی: Bala) یک فیلم کمدی در مورد مشکلات اجتماعی و به زبان هندی محصول سال ۲۰۱۹ و به کارگردانی امار کاشیخیک و تهیه شده توسط دینس ویجان است.